# Čirkovče pri Pliberku
Čirkovče pri Pliberku (nemško Schilterndorf) je naselje v Občini Pliberk v Okraju Velikovec na Koroškem v Avstriji.